# Lohmühle (Aurach)
Die Lohmühle ist ein Ort im mittelfränkischen Landkreis Roth, der sowohl zur Gemeinde Büchenbach als auch der Stadt Roth gehört. Er ist kein amtlicher Ortsteil.

## Lage
Die Einöde liegt etwa 1,2 Kilometer nordwestlich des historischen Stadtkernes von Roth und zweieinhalb Kilometer südöstlich von Büchenbach im Tal der Aurach. Das knapp 0,5 Hektar große Areal liegt, als Kuriosum, jeweils hälftig auf dem Stadtgebiet von Roth und in der Gemarkung Büchenbach. Die Lohmühle befindet sich, wie der gesamte Lauf der teils frei mäandernden Aurach, inmitten des ausgedehnten Wasser- und Landschaftsschutzgebietes LSG südliches Mittelfränkisches Becken West. (LSG-00427.01)

## Geschichte
Die Gegend war bereits in der Bronzezeit von Menschen besiedelt, wie einzelne Funde belegen. Nur 200 m nordwestlich der Lohmühle befand sich eine 0,75 ha große bronzezeitliche Siedlung, die als Bodendenkmal geschützt ist (Nummer D-5-6732-0003). Diese lag, vor den Hochwässern der Aurach und der Rednitz geschützt, auf etwa 15 m erhöhtem Gelände (344 m ü. NN) im Forst Langenmoos. Die Wege entlang der Rednitz und der Aurach waren damals wichtige Handelsverbindungen und bei der Lohmühle gab es eine natürliche Furt durch die Aurach.
Zur römischer Zeit war die Besiedlung aufgegeben; bis zum Limes war es nur ein Tagesmarsch und die Zeiten wurden zu unruhig. Erst um das Jahr 650 stießen boirische Siedler aus Südosten wieder in die Gegend vor, wurden allerdings circa 725 von den aus Westen kommenden Franken wieder zurückgedrängt. Zu karolingischer Zeit gehörte das Gebiet zum Sualafeldgau und die nahe, langsam fließende Rednitz galt damals als schiffbar. Der Handelsweg und die Furt gewannen ihre Bedeutung zurück.
Erstmals schriftlich erwähnt wird die Lohmühle als „Loemül“ im frühen 15. Jahrhundert im Zusammenhang mit Abgabenzahlungen an das Bistum Eichstätt. Es wurde mit Hilfe der Wasserkraft Eichenrinde gestampft, deren Saft die Gerber für ihre Arbeit brauchten. Auch die befestigte Furt ist um 1603 für diese Stelle belegt. Spätestens in den Wirren des Dreißigjährigen Krieges ging die Lohmühle zunächst nieder und die regelmäßigen Frühjahrshochwässer tilgten ihre letzten Spuren.
Erst 1801 tauchte sie in den Rother Heimatblättern wieder auf. Der Rother Lohgerber Leonhard Reinhard hatte sie neu erbaut. 1875 wurde die Lohmühle abgebrochen und auf deren Gelände eine Bronzefabrik errichtet, die aber 1887 bereits wieder niederbrannte. Der Name blieb. In den frühen 1900er Jahren erwarb der aus Nürnberg stammende Johann Harrasser das Anwesen. Im Laufe der Jahre es wurde das alte Wohnhaus aufgestockt und Werkstätten angebaut. Mit der Wasserkraft wurde eine mechanische Werkstatt, Drahtzieherei und Nagelproduktion betrieben.
Auch die erste dortige Brücke über die Aurach wurde gebaut diese wurde im Zweiten Weltkrieg zerstört. In den 1960er Jahren wurde die Nagelproduktion eingestellt und das Anwesen nur noch als Lager für die in der Stadt von Hans Harrasser eröffneten Eisenhandlung genutzt. Das Wappen der Familie Harrasser, 1494 verliehen von Maximilian zu Bayern, zierte Jahrzehnte das Wohnhaus der Lohmühle.
Bis 1988 diente die Mühle als Wohnung der Familie Harrasser. Seitdem sind die Gebäude dem Verfall preisgegeben. Bereits ein Foto von 1996 zeigt einen verstürzenden Schuppen und den halb ausgebrannten Dachstuhl nach einer ersten Brandstiftung.
Renovierungsversuche zum Anfang der 2000er Jahre wurden durch gleich zwei weitere im Jahre 2005 verursachte Brandstiftungen vereitelt und das Anwesen bot in der Folgezeit nur noch Obdachlosen gelegentlichen Unterschlupf. Den Angehörigen der örtlichen Graffiti-Szene diente es als Übungsgelände und 2015 kam es zu einer weiteren Brandstiftung.

## Verkehr
Eine Gemeindestraße, die in den 1970er Jahren asphaltiert wurde, verbindet den Ort mit Büchenbach und Roth. Der öffentliche Nahverkehr bedient die Lohmühle nicht.